# 和気 (和気町)
和気（わけ）は、岡山県和気郡和気町にある大字である。かつての和気郡和気村にあたる。古くは分や別の表記もみられた。
古くから別の渡（わけのわたし）と呼ばれ、吉井川の渡し船の地であり、地名もこれに由来する。加えて、高瀬舟の発着地としても栄え、物資・旅客の集散地となり河港として繁栄、近世には岡山藩の船番所も設けられている。
郵便番号は〒709-0451（和気郵便局管区）。

## 概要
町の南中部、吉井川の左岸にあたり、また吉井川と金剛川の合流点にある地区で、一部は県道をはさんで家並をつくっている。
明治初期までは中北部の吉井川沿岸の「和気」と、南部の吉井川・金剛川の合流点に三角状に突き出した地域にあたる「曽根」に分かれていた。なお現在、前者の和気の範囲は「本和気（ほんわけ）」と呼ばれている。
吉井川東側を南北に海抜約150mの峻急な丘陵が障壁をつくって、その南端が和気富士とよばれる曽根の城山であり、同山には名黒山城（北曽根城）跡がある。
かつては、米、麦、かんぴょう等を主要産物としたが、現在は米以外は衰退している。

## 沿革

### 歴史
古くは当地は、備前国邑久郡の一部であったが、邑久郡・赤坂郡より分割・合併され藤野郡ができるとその一部となった。その後、『続日本紀』によると神護景雲3年（769年）12月に藤野郡に代わり和気郡が成立、同郡の一部となる。『和名抄』には和気郡に新田郷 （尓布多郷）があり、和気は同郷に属したとされる。その後、荘園の新田庄の一部となる。
古代の山陽道は藤野を経て別之渡（わけのわたし）を越え西へ向かっていた。当地はその渡し船の基地であり、古代における交通上の重要拠点であった。「和気」の地名もこれによる。
山陽道は中世になって三石から片上に路線を変えたが、古官道のルートも引き続き利用され、また吉井川に高瀬舟が通いだすと、和気は舟の発着場として開発され河港として、物資・旅客の集散地として繁栄した。さらに、江戸時代には備前岡山藩が公式に認定した13の在町の一つとして、交通・経済の要衝を占めた。『吉備温故』に和気村、大川端町並、岡山京橋まで6里22町、舟路8里、高320石5斗3升、田畑22町3反7畝25歩、家数159県、男女701人、高頼舟9艘、麦蔵があることをあげている。また和気の渡、磐梨郡吉原村（現 和気町原）へ渡すとあり、江戸時代には現在の和気橋より上手に渡し場があり、和気側に岡山藩の船番所があった。和気は、ふるくから絹織物を製産し、「和気絹」とよばれていたが、『吉備温故』には「和気絹今は絶ゆ」と見え、江戸時代中に製産は衰退したものとみられている。
曽根村は河川の合流点に位置することから、古来よりしばしば洪水に襲われ荒廃に帰したこともあるので、地形も昔より変遷している。曽根とは水に洗われた石地、あるいは砂地を意味することから、地名が水害の歴史を物語っている。対岸の南曽根（福富の川手の部分）も慶長年間の水害にあり、被害者の一部が曽根村から移住して集落をつくったところといわれる。『吉備温故』に曽根村、岡山京橋まで7里、舟路8里、高221石5斗8升（南曽根を含む）、 田畑15町7反4畝26歩、家数28軒、男女185人、船2艘とある。
明治8年3月、和気村が曽根村を編入合併（以降、曽根は住所表記からは消え、和気の一部となる）。同22年6月1日、和気・益原両村を合併して村制による和気村をつくり和気に村役場を置く。和気郡役所は明治11年9月 以来西片上にあったが、同33年4月、和気村に移し、郡政の中心地となる。同34年2月6日、町制を実施し、和気町になる。昭和28年4月1日、本荘町など4町村と合併して新たな和気町になった。
平成18年3月1日、和気郡佐伯町と新設合併を行い、現行の和気町が誕生した。

### 地名の由来
古代に当地にあった、古代山陽道の吉井川の渡し船「別之渡（わけのわたし）」の遺称であるとされる。
別之渡の由来は不詳であるが、備前国中枢部と播磨国を結ぶ山陽道と、吉井川の水運を利用して美作国中枢部に向かう分岐地点であることに由来する説がある。他説として郡境となっている川（吉井川）を渡ることによるという説や、備前国の東寄りにあることから播磨国との国境に近いことに由来する説、あるいは当地が河川の合流地点になっていることから水運の面から見て分岐点になっていることに由来する説など、諸説ある。
和気郡も同様に別之渡に由来しているともいわれる。

## 地勢
河川
- 吉井川
  - 金剛川

山岳
- 城山（和気富士、和気アルプス、曽根山、名黒山）

## 主要施設
公的施設
- 備前県民局東備地域事務所
- 国土交通省中国地方整備局
- 岡山河川事務所吉井川上流出張所
- ハローワーク和気
- 東備地域生活支援センター

教育施設
- 和気町立和気小学校
- 和気町立和気幼稚園

医療・福祉施設
- ケアハウスわけ
- 和気広虫荘
- 老人保健施設エスペランスわけ
- 北川病院保育所
- 北川病院
- 小林外科内科医院

郵便局
- 和気郵便局

一般企業・商店
- NTT西日本和気電話交換所
- 晴れの国岡山農業協同組合和気支店
- 吉井川南部漁協
- 畠中建設
- やすらぎホール
- 和気建設会館
- 清麻呂そうめん本舗

神社仏閣
- 最上稲荷
- 本成寺

史跡
- 名黒山城（北曽根城）跡

## 交通
道路
- 国道374号
- 岡山県道96号
- 岡山県道395号

旧街道
- 古代山陽道
- 片上街道